# Vương Thúc Oánh
Vương Thúc Oánh (1900 – 1974), tên khác là Vương Thúc Từ hay Vương Văn Hoành, là nhà cách mạng chống Pháp, một trong những lãnh đạo của Hội Việt Nam Cách mạng Thanh niên.

## Cuộc đời
Vương Thúc Oánh quê ở làng Hoàng Trù, tổng Lâm Thịnh, huyện Nam Thanh, nay thuộc xã Kim Liên, huyện Nam Đàn, tỉnh Nghệ An, là con trai của Cử nhân  Vương Thúc Quý, cháu trai của Tú tài Vương Thúc Mậu. Ông là con rể của nhà cách mạng Phan Bội Châu.
Nam 1923, ông sang Thái Lan, tổ chức đưa các thanh niên yêu nước đi sang Trung Quốc. Năm 1924, ông cùng một số thanh niên gồm Lê Huy Doãn và Phạm Thành Khôi vượt biên sang Quảng Châu, tham gia Việt Nam Quang phục Hội. Không lâu sau, Vương Thúc Oánh tham gia Tân Việt Thanh niên Đoàn gồm Lê Huy Doãn, Hồ Tùng Mậu, Lê Hồng Sơn,... đồng thời gặp gỡ Nguyễn Ái Quốc và được Nguyễn Ái Quốc đào tạo.
Nǎm 1925, Vương Thúc Oánh gia nhập Hội Việt Nam Cách mạng Thanh niên do Nguyễn Ái Quốc thành lập. Ông cùng Lê Hồng Sơn, Lê Hồng Phong, Hồ Tùng Mậu, Lê Quảng Đạt, Trương Vân Lĩnh, Lưu Quốc Long, Lý Quý, Lâm Đức Thụ tham gia Cộng sản Đoàn, trở thành lực lượng dự bị do việc thành lập Đảng Cộng sản.
Nǎm 1926, ông về nước, cùng Lê Duy Điếm, Nguyễn Văn Lộc vận động thanh niên yêu nước sang Quảng Châu theo học các lớp huấn luyện cán bộ của Nguyễn Ái Quốc. Tháng 6 năm 1928, ông là Ủy viên Ban chấp hành Kỳ bộ Trung kỳ Hội Việt Nam Cách mạng Thanh niên cùng với Nguyễn Sĩ Sách và Nguyễn Thiệu, do Nguyễn Sĩ Sách làm Bí thư. Năm 1929, ông bị thực dân Pháp xử án tử hình vắng mặt. Năm 1930, ông trở thành Đảng viên Đảng Cộng sản Việt Nam, sau là Đảng Cộng sản Đông Dương.
Năm 1945, ông tham gia tổng khởi nghĩa ở Nghệ An. Ông mất tại quê nhà vào năm 1974. Một nguồn khác ghi ông mất năm 1962.

## Gia đình
Vợ Vương Thúc Oánh là bà Phan Thị Cương (1902 – 1997), là con thứ hai và là con gái duy nhất của nhà cách mạng Phan Bội Châu. Hai người có con trai là Vương Thúc Cương, đang sống ở Bình Dương. Do hoàn cảnh chiến tranh, hai miền bị chia cắt, ông lấy người vợ sau là bà Nguyễn Thị Sinh.